# Cranaella samarensis
Cranaella samarensis är en insektsart som beskrevs av Willemse, F.M.H. 1977. Cranaella samarensis ingår i släktet Cranaella och familjen gräshoppor. Inga underarter finns listade i Catalogue of Life.